# Coupe de Belgique féminine de football 2017-2018
Navigation
Édition précédente Édition suivante
La Coupe de Belgique de football féminin 2017-2018 est la 42e édition de la compétition. La finale se joue le samedi 26 mai 2018  au Stade du Kehrweg à Eupen. Elle oppose le KRC Genk Ladies (1re finale), au Standard de Liège (13e finale). Le Standard de Liège enlève sa 8e Coupe de Belgique. 

## Calendrier de la compétition
| Tour | Nom                 | Dates retenues    |
| ---- | ------------------- | ----------------- |
|      | Huitièmes de finale | 1er novembre 2017 |
|      | Quarts de finale    | 26 janvier 2018   |
|      | Demi-finales        | 13 avril 2018     |
|      | Finale              | 26 mai 2018       |

## Huitièmes  de finale
Les huitièmes de finale se jouent le mardi 11 novembre 2017, le samedi 15 novembre 2017 et le samedi 23 décembre 2017. Les matchs se jouent en une manche.
| Équipe 1          | Score | Équipe 2               |
| Kontich FC        | 5 - 0 | FCF White Star Woluwé  |
| KSK Heist         | 1 - 0 | Eendracht Louwel       |
| AA Gand Ladies    | 3 - 1 | AA Gand Ladies B       |
| Standard de Liège | 3 - 0 | SV Zulte Waregem       |
| OHL               | 8 - 0 | OHL B                  |
| KRC Genk Ladies   | 5 - 0 | Eendracht Alost Ladies |
| Club Bruges KV    | bye   |                        |
| RSC Anderlecht    | bye   |                        |

## Quarts de finale
Les quarts de finale se jouent le vendredi 26 janvier 2018 et le samedi 27 janvier 2018. Les matchs se jouent en une manche.
| Équipe 1        | Score | Équipe 2          |
| AA Gand Ladies  | 2 - 1 | RSC Anderlecht    |
| KRC Genk Ladies | 3 - 1 | KSK Heist         |
| Club Bruges KV  | 0 - 3 | Standard de Liège |
| Kontich FC      | 0 - 3 | OHL               |

## Demi-finales
Les demi-finales se jouent le vendredi 13 avril 2018 et le samedi 14 avril 2018. Les matchs se jouent en une manche.
| Équipe 1        | Score | Équipe 2          |
| KRC Genk Ladies | 3 - 2 | AA Gand Ladies    |
| OHL             | 0 - 2 | Standard de Liège |

## Finale
| Équipes            | KRC Genk Ladies-Standard de Liège |
| Score              | 0 - 2 |
| Date               | Samedi 26 mai 2018 |
| Stade              | Stade du Kehrweg, Eupen |
| Arbitre            | Loïs Otte |
| Assistants-arbitre | Ella De Vries, Viki De Cremer et Irmgard Van Meirvenn |
| KRC Genk Ladies    | Rani Coenen, Lore Vanschoenwinkel (80′ Sharon Zagar), Annelies Menten, Nathalie Weytjens, Floor Caelen, Nadine Hanssen (88′ Henriette Awete), Riete Loos, Lien Mermans (46′ Gwen Duijsters), Asther Janssens, Sylke Calleeuw, Silke Leynen                  |
| Standard de Liège  | Lisa Lichtfus, Maurane Marinucci, Noémie Gelders, Lola Wajnblum, Yuna Appermont, Zoë Van Eynde (71′ Constance Brackman), Elien Nelissen, Ellen Charlier, Charlotte Cranshoff, Lisa Petry (80′ Sanne Schoenmakers), Justine Blave (90+3′ Gwyneth Vanaenrode) |
| Buts               | 52e Noémie Gelders 0-1 sur penalty 85e Sanne Schoenmakers 0-2 |